# Gut Calmuth
Das Gut Calmuth ist ein im Calmuth-Tal zwischen Remagen und Oberwinter gelegener Gutshof.

## Geschichte
1895 erwarb der wohlhabende Kölner Unternehmer Max von Guilleaume den Gutshof im Calmuth-Tal, der vormals Klosterhof der Benediktiner-Propstei Apollinarisberg in Remagen war. Bescheiden nahm sich damals das Haus in der Idylle aus, Guilleaume ließ es bis 1911 nach Entwürfen von Otto March aufwändig um- und ausbauen. Ein repräsentatives Herrenhaus entstand, genannt Schloss Calmuth. Die Erben verkauften das Gebäude im Jahr 1934 an die Reichsjugendführung, deren Mitglieder es auch für die Hitlerjugend nutzten.
Von 1946 bis 1996 war das Gut der Sitz des Unternehmens Internationale Film-Union GmbH in Remagen.
Im Dezember 2008 kaufte der Bonner Unternehmer Frank Asbeck das Anwesen. Asbeck, ein passionierter Jäger, will das Gebäude zu einem Forsthaus ausbauen und in den Wäldern ringsum zur Jagd gehen. Da er auch Forstwirtschaft betreiben wolle, sei ihm daran gelegen, über die 20 Hektar der ehemaligen Film-Union hinaus weitere Waldflächen zu erwerben, schrieb die Rhein-Zeitung am 16. Dezember. Nachdem mit einem privaten Waldbesitzer bereits ein Kaufvertrag über 100 Hektar geschlossen wurde, habe Asbeck auch bei der Stadtverwaltung Remagen angefragt. Von der Stadt wolle er weitere 100 Hektar Wald am Scheidskopf erwerben.
Im Jahr 2010 zäunte Asbeck das Gelände des Guts ein, was zu Kontroversen in der Öffentlichkeit führte.

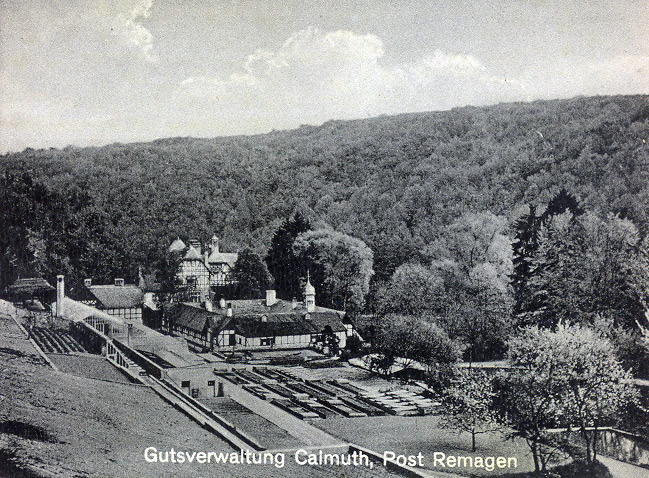
Gut Calmuth (Ansichtskarte um 1930)
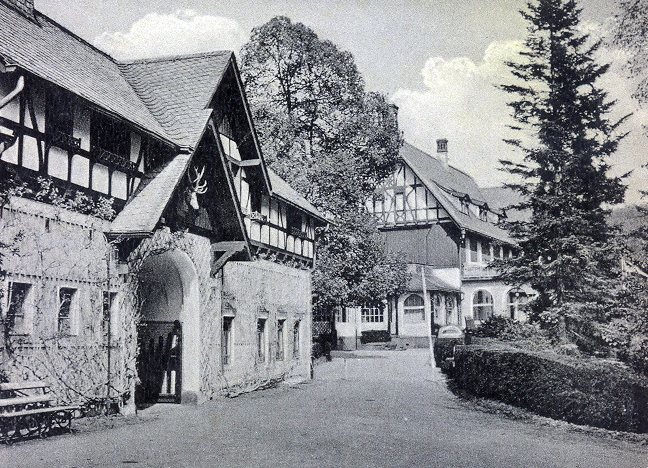
Gut Calmuth (um 1930)
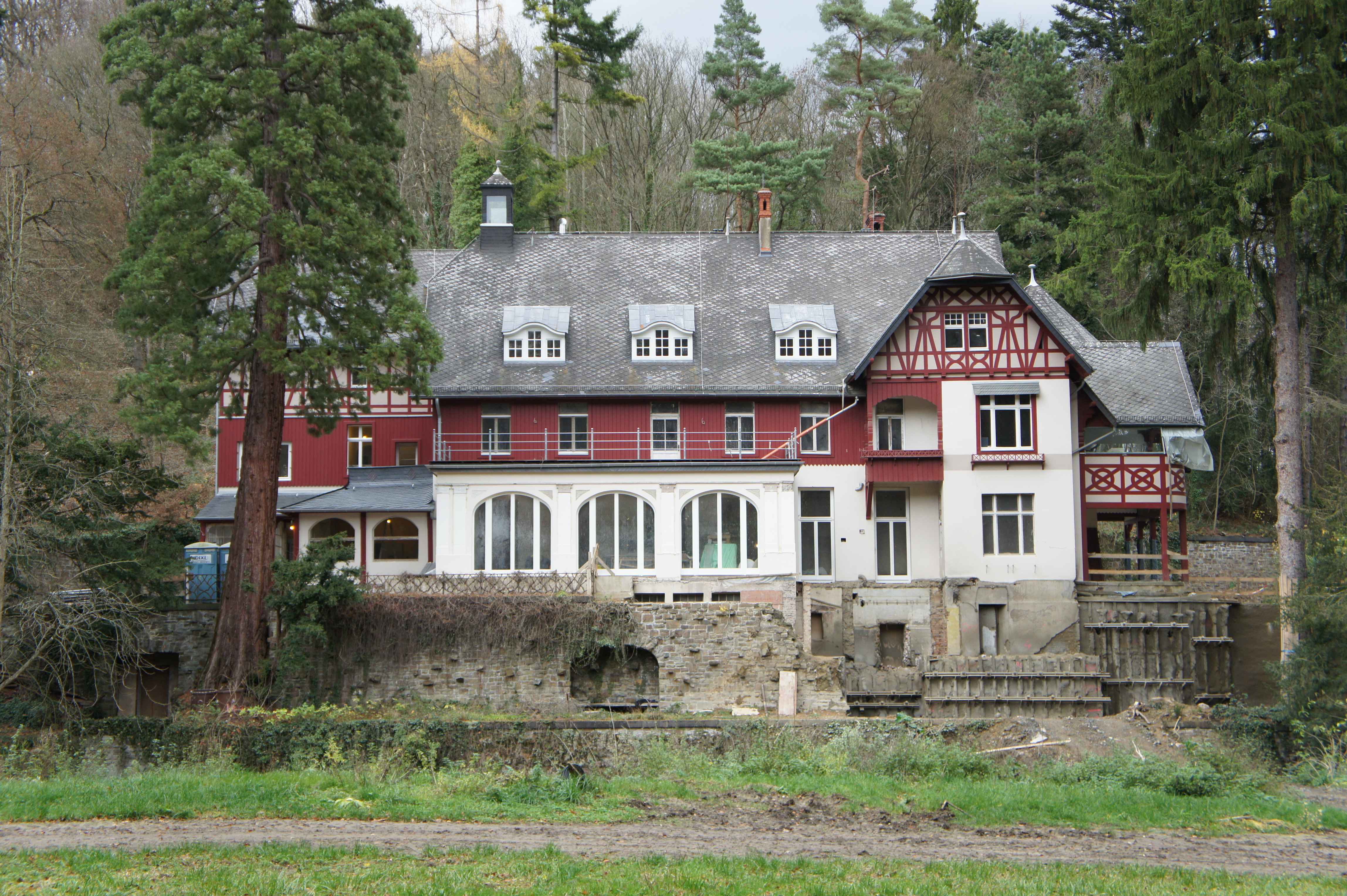
Herrenhaus während der Umbauarbeiten (2010)
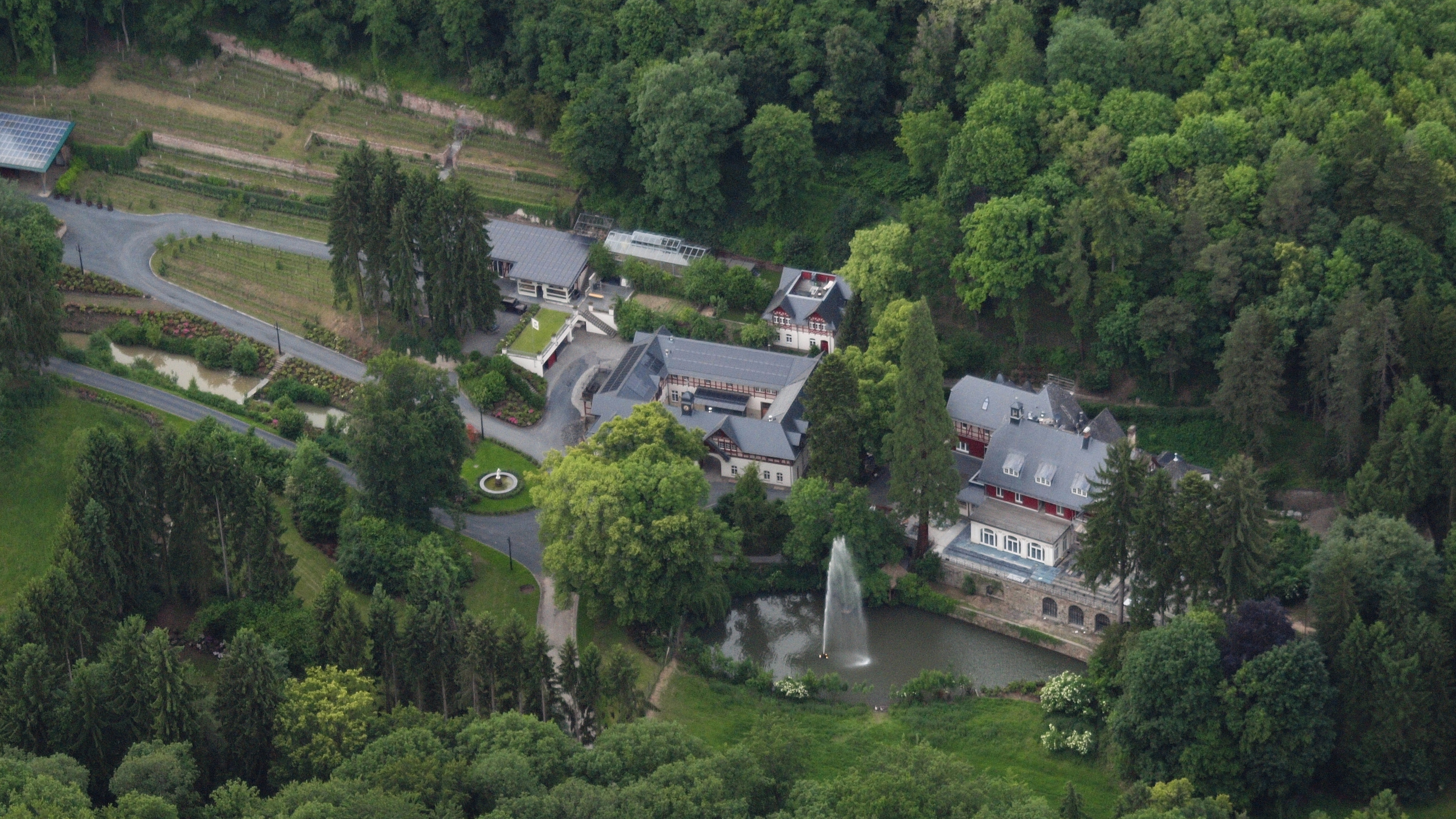
Luftaufnahme von Gut Calmuth (2013)
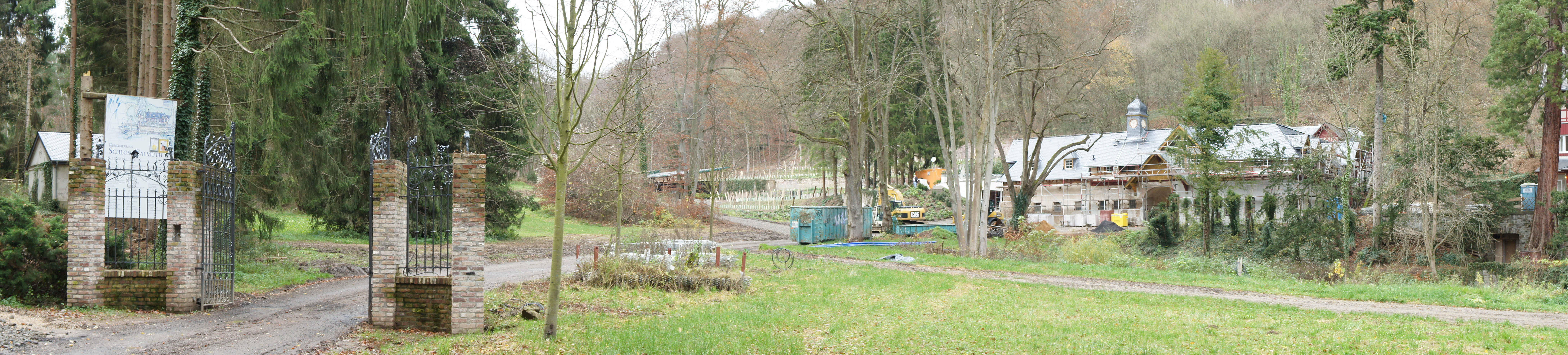
Gut Calmuth während der Umbauarbeiten